# Richtlinien für passiven Schutz an Straßen durch Fahrzeug-Rückhaltesysteme
Die Richtlinien für passiven Schutz an Straßen durch Fahrzeug-Rückhaltesysteme (kurz RPS) sind ein in Deutschland gültiges technisches Regelwerk und behandeln dauerhaft eingesetzte passive Schutzeinrichtungen an Straßen. Sie unterscheidet zwischen abweisenden Schutzeinrichtungen (Stahlschutzplanken, Schutzwände) und auffangende Schutzeinrichtungen (Anpralldämpfer).
Die RPS werden durch die Forschungsgesellschaft für Straßen- und Verkehrswesen herausgegeben. Derzeit ist die Ausgabe aus dem Jahr 2009 gültig, sie ersetzt die Ausgabe aus dem Jahr 1989. 

## Erläuterungen
Fahrzeug-Rückhaltesysteme müssen die DIN EN 1317 erfüllen. Dort werden die Konstruktionen eingeteilt in:
- Schutzeinrichtungen
- Anfangs- und Endkonstruktionen
- Übergangskonstruktionen
- Anpralldämpfer

Schutzeinrichtungen und Übergangskonstruktionen werden klassifiziert nach Aufhaltestufe, Klasse des Wirkungsbereichs und Anprallheftigkeitsstufe. Bei Anfangs- und Endkonstruktionen sind Kriterien Anprallheftigkeitsstufe, Leistungsklasse, Klasse des Fahrzeug-Abprallbereiches und die Klasse der dauerhaften seitlichen Auslenkung; bei Anpralldämpfern sind es Anprallheftigkeitsstufe, Leistungsstufe/Gewichtsklasse, die Klasse des Zurückleitungsbereiches und die Klasse der dauerhaften seitlichen Auslenkung.

## Die RPS gliedert sich in drei Teile

### Teil 1: Inhalt, Zweck, Geltungsbereich
Zweck:
- Rückhaltesysteme sollen die Folgen von Unfällen so gering wie möglich halten
- Schutz von unbeteiligten Personen oder Bereichen neben der Straße sowie des Gegenverkehrs
- Schutz von Fahrzeuginsassen vor schweren Folgen des Abkommens von der Fahrbahn (z. B. durch Absturz oder Anprall)

Geltungsbereich:
- Absicherung von Gefahrenstellen beim Neu-, Um- und Ausbau von Straßen
- Absicherung von neuen Gefahrenstellen an vorhandenen Straßen
- Straßen, an denen vorhandene Rückhaltesysteme erneuert werden müssen (jedoch nicht als Folge eines Anpralls)
- An vorhandenen Straßen und Unfallhäufungen (3-Jahres-Karte), bei denen die Unfallart „Abkommen von der Fahrbahn“ überwiegt
- Bereiche von vorhandenen Straßen, in denen sonstige Unfallauffälligkeiten vorliegen
- Bei Wasserschutzgebieten (zusätzlich zu beachten: Richtlinien für den Bau von Straßen in Wasserschutzgebieten [RiStWag], die strengere Anforderung ist umzusetzen)
- RPS gelten nur für dauerhaft eingesetzte Rückhaltesysteme (z. B. nicht an Arbeitsstellen)

### Teil 2: Generelle Anforderungen an Fahrzeug-Rückhaltesysteme
```
       2.1 Allgemeines
       2.2 Schutzeinrichtungen
       2.3 Übergangskonstruktionen
       2.4 Anfangs und Endkonstruktionen
       2.5 Anpralldämpfer
       2.6 Umfeld von Fahrzeugrückhaltesystemen
       2.7 Zusatzeinrichtungen
       2.8 Zweiradfahrerschutz
```

### Teil 3: Einsatzkriterien und einsatzspezifische Anforderungen
```
       3.1 Allgemeines
       3.2 Abkommenswahrscheinlichkeit
       3.3 Äußerer Fahrbahnrand
           3.3.1 Schutzeinrichtungen
                 3.3.1.1 Kritische Abstände
                 3.3.1.2 Aufhaltestufen
                 3.3.1.3 Wirkungsbereiche
                 3.3.1.4 Längen
                 3.3.1.5 Unterbrechungen
           3.3.2 Übergangskonstruktionen
           3.3.3 Anfangs und Endkonstruktionen
           3.3.4 Anpralldämpfer
       3.4 Mittel- und Seitenstreifen
           3.4.1 Schutzeinrichtungen
                 3.4.1.1 Aufhaltestufen
                 3.4.1.2 Wirkungsbereiche
           3.4.2 Übergangskonstruktionen
           3.4.3 Anfangs und Endkonstruktionen
           3.4.4 Anpralldämpfer
       3.5 Ränder von Brücken und Stützwänden
           3.5.1 Schutzeinrichtungen
                 3.5.1.1 Aufhaltestufen
                 3.5.1.2 Wirkungsbereiche
                 3.5.1.3 Längen
                 3.5.1.4 Bereiche mit beweglicher Fahrbahnübergänge
           3.5.2 Übergangskonstruktionen
           3.5.3 Anfangs und Endkonstruktionen
           3.5.4 Anpralldämpfer
       3.6 Mittel- und Seitenstreifen auf Brücken
           3.6.1 Schutzeinrichtungen
                 3.6.1.1 Aufhaltestufen
                 3.6.1.2 Wirkungsbereiche
                 3.6.1.3 Bereiche mit beweglicher Fahrbahnübergänge
           3.6.2 Übergangskonstruktionen
       3.7 Wände und Portale
           3.7.1 Schutzeinrichtungen
           3.7.2 Übergangskonstruktionen
           3.7.3 Anfangs und Endkonstruktionen
           3.7.4 Anpralldämpfer
```

```
  *    Anhang 1: Technische Regelwerke 
  *    Anhang 2: Begriffe 
  *    Anhang 3: Auszüge aus der DIN EN 1317
```